# Clemente Montes
Clemente José Montes Barroilhet (ur. 25 kwietnia 2001 w Vitacurze) – chilijski piłkarz występujący na pozycji skrzydłowego, reprezentant Chile, od 2020 roku zawodnik Universidadu Católica.